# Ilir Seitaj
Ilir Seitaj, född 1957 i Moskva, är en albansk schackspelare som är internationell mästare. Seitaj har blivit albansk mästare fyra gånger (1983, 1991, 1999 och 2009).  